# Unfair
《Unfair》（日语：アンフェア）是一部日本電視劇，改編自劇作家秦建日子著作《推理小說》，自2006年1月10日至3月21日間由關西電視台於週二晚間十點時段播出。本劇由篠原涼子和瑛太主演，除了原本的本篇外，關西電視台在2006年10月3日追加播出片長1小時53分的特別篇。電影版亦開拍三部，分別於2007年、2011年和2015年在日本上映。

## 演員
- 雪平夏見：篠原涼子（粤语配音：鄧潔麗（TV版）、鄭家蕙（電影版））

本作主角，是警視廳搜查一課破案率第一的超強悍女刑警，實際上無法擺脫父親遇害的陰影，和擔任報社總編的前夫佐藤和夫（香川照之飾）所生的女兒美央目前與前夫同住。
- 安藤一之：瑛太（粤语配音：羅偉民）

第二男主角，是雪平的搭檔之一，也是搜查一課的菜鳥，雖常常被捲入事件中，但一度找到被綁架的牧村及美央，其實是一連串事件的幕後元兇，目的就是要向誤殺和自己從小一起長大的好友齊藤豐的雪平復仇。
- 小久保祐二：阿部真夫

搜查一課的組長，視雪平為追查的勁敵之一，不同的是慣用正統的手法辦案。
- 三上薫：加藤雅也

雪平的搭檔之一，也是搜查一課的檢視官，檢查完遺體後有吃肉的習慣，不過電腦的技術一流，經常幫助雪平、安藤和搜查一課的眾人解決難題。
- 佐藤和夫：香川照之

雪平的前夫，某報社的總編，在誤殺事件中女兒美央再也不開口說話，結果因無法原諒雪平而離婚，不過事件中隱約了解雪平的感受，也注意到擔任美央保母的牧村紀世子有所隱情。
- 瀬崎一郎：西島秀俊

某報社記者，雖身為嫌犯但時常和雪平商討案情，進而對彼此的生活方式有所共鳴，但在某網站的教唆下殺人，被雪平揭發後被雪平殺害。
- 蓮見杏奈：濱田麻里

搜查一課解析組，常提供情報給雪平，其實和管理官山路之間有外遇，同時是綁架美央的共犯，綁架案後數次試圖殺害美央失敗，但在自家中反而被安藤襲擊致腦部缺氧。
- 牧村紀世子：木村多江

美央的保母，經常和佐藤吐露心聲，卻試圖藉此向殺害自己丈夫及女兒的廣田報復，雖在雪平等搜查一課的阻止下自首，廣田也在眾多媒體的注視下坦承一切，但牧村馬上同樣被安藤殺害。
- 安本正廣：志賀廣太郎
- 山路哲夫：寺島進

搜查一课管理长，对雪平的冲动非常不满，但依然相信她是值得信赖的女警。是莲见杏奈的男友。
- 松本理恵子：小林麻央
- 佐藤美央：向井地美音

雪平和佐藤的女兒，直接目擊到母親誤殺事件，結果大受打擊到不再說話，父親憤而帶著自己離婚，自己經常在學校飽受欺凌，不過和保母牧村像一對母女，綁架案中沒發覺牧村的異樣，也始終都不知道牧村被安藤殺害，雖數次被蓮見試圖殺害，不過意識到危險脫險，願意對看家的安藤坦承自己對母親的感受，事件後終於願意叫雪平媽媽開口說話，不過沒發現安藤也離世。

## 播放日期、副題、收視率
| 集數     | 播放日期   | 副題                                                                               | 收視率 |
| -------- | ---------- | ---------------------------------------------------------------------------------- | ------ |
| 1        | 2006/01/10 | 敏腕女刑事vs予告殺人                                                               | 15.7%  |
| 2        | 2006/01/17 | 殺人予告を3千萬で落札せよ!                                                         | 14.7%  |
| 3        | 2006/01/24 | 女刑事と容疑者!危険な愛の行方                                                      | 15.1%  |
| 4        | 2006/01/31 | 真犯人現る!すべてのナゾが今…                                                       | 16.0%  |
| 5        | 2006/02/07 | 愛娘が消えた!衝撃の募金型誘拐                                                      | 15.5%  |
| 6        | 2006/02/14 | 衝撃の誘拐犯の正體!ナゾの要求                                                      | 14.9%  |
| 7        | 2006/02/21 | 急転!恐怖の銃弾が刑事を襲う!                                                       | 14.0%  |
| 8        | 2006/02/28 | 女たちの執念!悲しき犯人の最期                                                      | 16.1%  |
| 9        | 2006/03/07 | 新章!忍びよる黒幕と禁斷のキス                                                      | 16.5%  |
| 10       | 2006/03/14 | 絶望の涙!黒幕と運命の対決へ…                                                       | 15.0%  |
| 大結局   | 2006/03/21 | 今夜すべての真相が!                                                                | 15.8%  |
| 特別篇 1 | 2006/10/03 | コード・ブレーキング～暗號解読 警察OB連続殺人のナゾ! ついに父の死の真相が明らかに! | 18.3%  |
| 電影 1   | 2007/03/17 | 非關正義 アンフェア・ザ・ムービー(Unfair the movie)                                |        |
| 特別篇 2 | 2011/09/23 | ダブル・ミーニング―二重定義                                                        | 14.4%  |
| 電影 2   | 2011/09/17 | アンフェア the answer―真相                                                         |        |
| 特別篇 3 | 2013/03/01 | ダブル・ミーニング Yes or No?―二重定義 Yes or No?                                  | 11.4%  |
| 電影 3   | 2015/09/05 | アンフェア the end―UNFAIR the end                                                  |        |
| 特別篇 4 | 2015/09/15 | ダブル・ミーニング～連鎖―二重定義 連鎖                                             |        |

映画「アンフェア the answer」公開記念特別番組
『WHO IS UNFAIR？ アンフェアなのは、誰？』
【放送日時】 2011年9月17日(土) 28:00～28:55

## 得獎紀錄
- 第48回日劇學院賞最佳女主角：篠原涼子
- 第48回日劇學院賞最佳編劇：佐藤嗣麻子

## 外部鏈結
- 富士電視台介紹網頁 （页面存档备份，存于）（日語）
- 緯來日本台介紹網頁 （页面存档备份，存于）（日語）

| 日本關西電視台 週二晚上10時          | 日本關西電視台 週二晚上10時          | 日本關西電視台 週二晚上10時 |
| ------------------------------------ | ------------------------------------ | --------------------------- |
|                                      | Unfair （2006.1.10 - 2006.3.21）     |                             |
| 鬼嫁日記 （2005.10.11 - 2005.12.20） | 愛上恐龍妹 （2006.4.11 - 2006.6.27） |                             |